# برژ بولبولیان
برژ بولبولیان (ارمنی: Պերճ Բուլբուլյան; انگلیسی: Berge Bulbulian; زاده ۱ ژانویهٔ ۱۹۲۵ – درگذشته ۲۶ ژانویهٔ ۲۰۱۷) نویسنده و تاریخ‌نگار ارمنی‌تبار اهل ایالات متحده آمریکا بود.

## زندگی‌نامه
در ۱۰ نوامبر ۱۹۲۵ در مکزیک به دنیا آمد. وی در یک مزرعه در محدوده دل ری بزرگ شد. وی در جریان جنگ جهانی دوم در نیروی دریایی ایالات متحده آمریکا خدمت نمود. وی در دانشگاه ایالتی کالیفرنیا در فرزنو تحصیل نمود. وی تحصیلات خویش را در دانشگاه کالیفرنیا، لس آنجلس ادامه داد و در سال ۱۹۵۰ با مدرک بی‌ای در فلسفه فارغ‌التحصیل شد. در طی دهه ۱۹۷۰ وی مدیر یک گروه محلی فرزنو تحت عنوان National Land for People (۱۹۷۴) بود. در سال ۱۹۹۰ وی سرمقاله‌نویس The Fresno Bee شد و شروع به کار بر روی ارمنیان فرزنو: تاریخ یک جامعه دیاسپورا (به انگلیسی: The Fresno Armenians: History of a Diaspora Community) نمود. کتابی که توسط نگاشته شد در نوامبر ۲۰۰۱ توسط انتشارات دانشگاه ایالتی کالیفرنیا در فرزنو به چاپ رسید و یک پژوهش علمی مهم درباره جامعه ارمنیان فرزنو بوده است. وی در ۲۶ ژانویهٔ ۲۰۱۷ در سن سالگی ۹۱ در درگذشت.